# 하마나카정
하마나카정(일본어: 浜中町)은 일본 홋카이도 구시로 종합진흥국 관내의 앗케시군에 있는 정이다.
정명의 유래는 아이누어의 ‘오타노시케’(オタノシケ, 모래사장의 한가운데)를 일본어로 의역한 것이다.

## 지리
구시로 종합진흥국 관내 동남부에 위치하고 태평양과 접하는 연안 지역이다. 정사무소는 기리타쓰부 지구에 설치되어 있다. 구시로시에서 동쪽으로 약 80km, 네무로시에서 서쪽으로 약 50km 떨어진 위치에 있다. 태평양과 접하면서 하마나카만, 기리타쓰부만을 형성한다.
북부에는 구릉이 펼쳐지고 국도 44호선이 동서로 지난다. 남부는 면적 약 3,168헥타르의 기리타쓰부 습원을 가지는 평야를 이룬다. 기후는 일본에서 드물게 냉대 동계 소우 기후(Dwb)를 띄고 있다.

## 역사
- 1701년 - 앗케시 장소를 분할해 기이탓푸 장소(후의 기리타쓰부 장소)가 개설된 것이 정의 시작이다.
- 1869년 - 홋카이도 11국 86군이 설치되어 현재의 하마나카정에 해당하는 지역은 구시로국 앗케시군에 포함되었다.
- 1872년 - 개척사 네무로 지청의 관할이 되어 사카키정에 하마나카 출장소가 개설되었다.
- 1886년 - 기리타쓰부외 1정 4촌 호장사무소를 설치했다.
- 1906년 - 2급 정촌제가 시행됨과 동시에 개칭해 하마나카촌이 되었다.
- 1919년 - 1급 정촌제를 시행했다.
- 1963년 - 네무로시와의 경계 변경 및 정 승격으로 하마나카정이 되었다.

## 경제
북부 내륙에서는 낙농업, 남부 해안 지대에서는 어업(다시마, 홋키조개 등)이 활발하다.

## 교통

### 철도
- 홋카이도 여객철도 네무로 본선

### 도로
- 국도 44호선

## 기후
| 하마나카정의 기후                                            | 하마나카정의 기후 | 하마나카정의 기후 | 하마나카정의 기후 | 하마나카정의 기후 | 하마나카정의 기후 | 하마나카정의 기후 | 하마나카정의 기후 | 하마나카정의 기후 | 하마나카정의 기후 | 하마나카정의 기후 | 하마나카정의 기후 | 하마나카정의 기후 | 하마나카정의 기후 |
| 월                                                           | 1월               | 2월               | 3월               | 4월               | 5월               | 6월               | 7월               | 8월               | 9월               | 10월              | 11월              | 12월              | 연간              |
| ------------------------------------------------------------ | ----------------- | ----------------- | ----------------- | ----------------- | ----------------- | ----------------- | ----------------- | ----------------- | ----------------- | ----------------- | ----------------- | ----------------- | ----------------- |
| 역대 최고 기온 °C (°F)                                       | 8.7 (47.7)        | 10.0 (50.0)       | 15.1 (59.2)       | 23.5 (74.3)       | 35.2 (95.4)       | 30.7 (87.3)       | 32.7 (90.9)       | 35.5 (95.9)       | 30.2 (86.4)       | 23.8 (74.8)       | 20.7 (69.3)       | 12.9 (55.2)       | 35.5 (95.9)       |
| 일평균 최고 기온 °C (°F)                                     | −0.8 (30.6)       | −0.8 (30.6)       | 2.8 (37.0)        | 8.1 (46.6)        | 12.5 (54.5)       | 15.1 (59.2)       | 18.6 (65.5)       | 21.1 (70.0)       | 19.9 (67.8)       | 15.3 (59.5)       | 9.0 (48.2)        | 2.2 (36.0)        | 10.3 (50.5)       |
| 일일 평균 기온 °C (°F)                                       | −5.3 (22.5)       | −5.3 (22.5)       | −1.4 (29.5)       | 3.3 (37.9)        | 7.6 (45.7)        | 11.0 (51.8)       | 14.9 (58.8)       | 17.3 (63.1)       | 15.7 (60.3)       | 10.4 (50.7)       | 3.9 (39.0)        | −2.6 (27.3)       | 5.8 (42.4)        |
| 일평균 최저 기온 °C (°F)                                     | −11.2 (11.8)      | −11.7 (10.9)      | −6.7 (19.9)       | −1.6 (29.1)       | 3.2 (37.8)        | 7.8 (46.0)        | 12.0 (53.6)       | 14.3 (57.7)       | 11.5 (52.7)       | 4.8 (40.6)        | −1.8 (28.8)       | −8.1 (17.4)       | 1.0 (33.9)        |
| 역대 최저 기온 °C (°F)                                       | −25.3 (−13.5)     | −26.0 (−14.8)     | −21.4 (−6.5)      | −14.2 (6.4)       | −4.7 (23.5)       | −1.5 (29.3)       | 2.5 (36.5)        | 5.1 (41.2)        | 1.1 (34.0)        | −5.2 (22.6)       | −13.0 (8.6)       | −18.0 (−0.4)      | −26.0 (−14.8)     |
| 평균 강수량 mm (인치)                                        | 26.2 (1.03)       | 18.5 (0.73)       | 50.1 (1.97)       | 73.1 (2.88)       | 103.2 (4.06)      | 111.7 (4.40)      | 117.3 (4.62)      | 124.2 (4.89)      | 157.0 (6.18)      | 123.3 (4.85)      | 74.5 (2.93)       | 56.2 (2.21)       | 1,033.3 (40.68)   |
| 평균 강수일수 (≥ 1.0 mm)                                     | 6.0               | 4.5               | 7.5               | 9.3               | 10.7              | 8.9               | 10.3              | 10.9              | 10.7              | 9.1               | 9.2               | 7.7               | 104.8             |
| 평균 월간 일조시간                                           | 185.6             | 179.3             | 197.8             | 180.1             | 168.6             | 125.0             | 106.2             | 117.1             | 146.8             | 170.2             | 164.8             | 165.9             | 1,913.8           |
| 출처: 일본 기상청 (평년값: 1991년~2020년, 극값: 1977년~현재) |                   |                   |                   |                   |                   |                   |                   |                   |                   |                   |                   |                   |                   |